# Теобальд де Годен
Теобальд (Тібо) де Годен (фр. Thibaud Gaudin; бл. 1229 — 16 квітня 1292) — 22-й великий магістр ордену тамплієрів в 1291—1292 роках.

## Життєпис
Походив з шампаньського шляхетського роду де Годен. Народився близько 1229 року в Блуа або Шартрі. Про молоді роки та дату вступу до ордену тамплієрів відомостей обмаль.
Перша письмова згадка про де Годена відноситься до 1260 року, коли він брав участь у поході на Тіверіаду, де разом з іншими тамплієрами потрапив у полон. Після звільнення зробив швидку кар'єру. Вже 1270 року призначається командором Акри, що стала на той час ключовим містом в Палестині. 1277 року отримує посаду туркопольєра (очільника туркополів). 1279 року отримує посаду командора провінції Єрусалим. 1285 року згаданий вперше як великий командор ордену.
1291 року брав участь в обороні Акри від військ мамлюкського султана Калауна. Після смерті великого магістра Вільгельма де Боже оборону очолив маршал ордену П'єр де Севрі. Останній, зважаючи на складне становище, відправив Теобальда де Годена зі скарбницею тамплієрів до Сидону. Невдовзі замок Акри впав, а решта тамплієрів евакуювалася до Кіпру. Водночас загинув маршал П'єр де Севрі. З огляду на це Теобальд де Годен обирається великим магістром.
Невдовзі рушив до Кіпру, щоб зібрати допомогу для оточених в Сидоні. Втім не встиг вчасно — місто було захоплено мамлюками. У жовтні 1291 року на новому засіданні генерального капітулу ордену було підтверджено обрання де Годена великим магістром. Втім у квітні 1292 року помер від хвороб. Новим очільником ордену став Жак де Моле.